# Лазар Магдинчев
Лазар Магдинчев (нар. 15 грудня 1980) — колишній північномакедонський тенісист.
Найвищу одиночну позицію світового рейтингу — 339 місце досяг 28 листопада 2005, парну — 267 місце — 6 серпня 2007 року.

## Титули на челленджерах

### Парний розряд: (1)
| Ранг | Дата          | Турнір          | Покриття | Партнер            | Суперники                  | Рахунок     |
| ---- | ------------- | --------------- | -------- | ------------------ | -------------------------- | ----------- |
| 1.   | вересень 2006 | Брашов, Румунія | Ґрунт    | Предраг Русевський | Робін Гаасе Міхал Навратіл | 6–4, 7–6(9) |